# Salhyr
Der Salhyr (ukrainisch Салгир und russisch Салгирь; russisch Salgir; krimtatarisch Salğır) ist mit einer Länge von 232 km und einem Einzugsgebiet von 4010 km² der größte Fluss der Halbinsel Krim in der Ukraine.
Sein Gefälle beträgt in den Bergen 6 m/km und in der Ebene 0,27 m/km.

## Verlauf
Er bildet sich aus den beiden Quellflüssen Anhara (ukrainisch Ангара) und Kysylkobinka (ukrainisch Кизилкобінка) an den Nordhängen des Krimgebirges auf 390 m Höhe, fließt zunächst in nordwestliche Richtung durch die Hauptstadt der autonomen Republik Krim Simferopol.

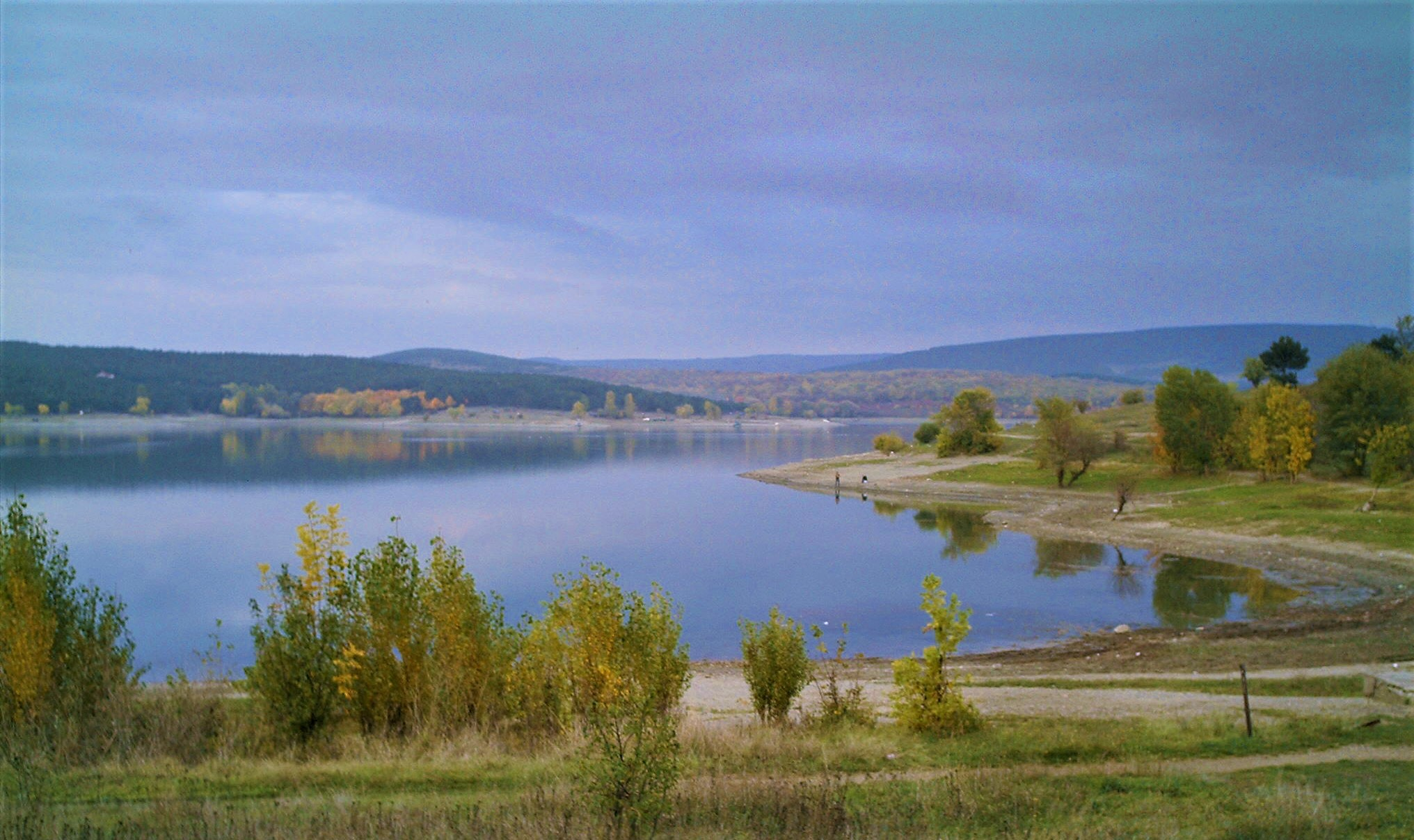
Der zum Simferopol-Stausee angestaute Salhyr

Bevor er die Stadt erreicht ist er zum etwa 320 Hektar großen, der Trinkwasserversorgung von Simferopol dienenden, Simferopol-Stausee angestaut. Nachdem er die Siedlung städtischen Typs Hwardijske durchflossen hat, wendet er sich in nordöstliche Richtung und mündet an der Ostküste der Halbinsel bei dem Dorf Ljubymiwka (ukrainisch  Любимівка) im Rajon Nyschnjohirskyj in den Sywasch (Asowsches Meer).

## Nebenflüsse
Die größten Nebenflüsse des Salhyr sind der Bijuk-Karassu, der 102 km lang ist und ein Einzugsgebiet von 1160 km² hat, die Burultscha mit 76 km Länge und einem Einzugsgebiet von 241 km² sowie die Suja, die 55 km lang ist und ein Einzugsgebiet von 421 km² besitzt.